# Bone Point (Antarktika)
Der Bone Point ist eine Landspitze am südöstlichen Ausläufer der Insel Herring Island im Archipel der Windmill-Inseln vor der Budd-Küste des ostantarktischen Wilkeslands.
Eine erste Kartierung wurde anhand von Luftaufnahmen der US-amerikanischen Operation Highjump (1946–1947) und Operation Windmill (1947–1948) vorgenommen. Das Advisory Committee on Antarctic Names benannte die Landspitze 1963 nach dem australischen Meteorologen Steven D. Bone, Mitglied der Überwinterungsmannschaft auf der Wilkes-Station im Jahr 1962.